# Куркино (район на Москва)
Куркино е административен район на Северозападен окръг в Москва.